# 默里·约翰逊
默里·约翰逊（英語：Murray Johnson，2004年11月13日—），是一名蘇格蘭職業足球員，司職守門員，現時效力蘇格蘭足球超級聯賽球會希伯尼安。

## 球會生涯
约翰逊是希伯尼安的青訓球員，在2021年1月簽下首份職合約，之後被外借到蘇格蘭足球甲組聯賽球會艾迪爾人，並在那裡當選為球隊每月最佳球員。
2023年2月，约翰逊與球會續約四年，之後被外借到南部皇后整個23/24球季。他在2023年7月22日的蘇格蘭聯賽盃首次代表新球會上場，對/埃爾金城的比賽中成功保不失球。2023年8月4日，由於母會守門員在週中的歐洲賽中受傷，使他的外租提前結束回到希伯尼安。
2024年6月14日，他被外借回已晉級至蘇冠的艾迪爾人。2025年1月31日，他又被外借回南部皇后。

## 國家隊生涯
约翰逊在2023年3月被提拔上蘇格蘭U21，2025年3月21日首次代表U21上場參加對愛爾蘭U21的比賽，踢了45分鐘。同年5月23日被蘇格蘭U20徵召上場比賽。
约翰逊亦曾代表蘇格蘭板球隊U15參加比賽。